# Russian Songwriter: A Collection from Boris Grebenshikov
Russian Songwriter: a Collection from Boris Grebenshikov (рус. Русский автор песен: Коллекция от Бориса Гребенщикова) — компиляция песен группы «Аквариум», изданная в США в 2003 году.

## Об альбоме
В сборник вошли записи с альбомов  «Русский альбом», «Песни Александра Вертинского», «Кострома mon amour», «Навигатор», «Чубчик»,  «Снежный лев», «Гиперборея» и «Песни Булата Окуджавы». Песня «Таруса» была записана Гребенщиковым специально для это сборника в сотрудничестве с Сергеем Щураковым.

## Список композиций
Музыка и текст во всех песнях — Борис Гребенщиков, кроме специально отмеченных
1. My Little Loom/Станочек (3:25) (Б. Прозоровский — Б. Тимофеев)
2. Gertruda/Не пей вина, Гертруда (4:12)
3. Nikita of Riazan/Никита Рязанский (2:39)
4. China/Китай (1:48) (А. Вертинский — Н. Гумилёв)
5. Three Sisters/Три сестры (4:34)
6. Little Swallow/Ласточка (3:50)
7. My Lady (Gosudaryna)/Государыня (3:04)
8. Fate's Rusty Pail/Ржавый жбан судьбы (2:54)
9. Vanka Morosov/Песнека о Ваньке Морозове (2:05) (Б. Окуджава)
10. The Fastest Plane of Earth/Самый быстрый самолёт (2:50)
11. Tarusa/Таруса (3:39) (В. Красновский — В. Заболоцкий)
12. Dubrovsky/Дубровский (4:06)
13. The Mares of Reckless Abandon/Кони беспредела (6:02)
14. Garson Number 2/Гарсон №2 (4:13)
15. Russian Nirvana/Русская нирвана (3:10)